# Nikolaus I. von Meißen
Nikolaus I. von Meißen, auch Ziegenbock, Vollkrathen († 11. Februar 1392 in Meißen) war deutscher Bischof von Lübeck und Meißen.

## Leben
Nikolaus stammte aus bürgerlichen Verhältnissen und hatte eigentlich den Namen von Vollkrathen. Zum geistlichen Stand bestimmt, trat er in den Dominikanerorden ein und wurde Lektor und Prior des Dominikanerklosters St. Peter in Leipzig. Unter Karl IV. wurde er vom Papst zum Titularbischof von Maieria ernannt und übte als Weihbischof in Naumburg 1374–1375 Amtshandlungen aus. In Naumburg hat er auch das Blasiusfest am 3. Februar eingeführt. Nachdem er 1376 Dekan des Domstiftes Meißen geworden war, ernannte ihn Urban VI. am 4. März 1377 zum Bischof von Lübeck. Da er jedoch erkennen musste, dass das bischöfliche Amt keinen Einfluss auf die Freie Reichsstadt hatte, resignierte er und übernahm am 19. März 1379 das vakant gewordene Amt des Bischofs von Meißen von seinem als Erzbischof nach Prag berufenen Vorgänger Johann von Jenstein. Das Wahlrecht des Domkapitels war zu diesem Zeitpunkt ausgesetzt, der Erzbischof von Prag war für Meißen bestimmend. Zudem wurde Nikolaus päpstlicher Obersteuereinnehmer und Apostolischer Nuntius.
1384 schloss Nikolaus mit dem Markgrafen Wilhelm von Meißen einen Schutzvertrag ab, wobei er sich verpflichtete, die Markgrafen von Meißen als Schutzherren der Meißner Kirche anzuerkennen und weitreichende Beschlüsse nur mit deren Zustimmung zu fassen. Somit bildete sich in Meißen ein landesherrliches Kirchenregiment heraus. Den Zuordnungsnamen Ziegenbock hat er erst im 16. Jahrhundert erhalten. Durch geistliche Stiftungen sorgte er für Jahres-Gedächtnisse. So wurde seiner am Tag des heiligen Viktor (23. September) und am 13. Februar 1545, respektive am 18. Februar 1553 gedacht.
Sein Grabstein befand sich im Dom von Meißen bis 1907/08 vor dem Kreuzaltar und wurde dann im Querhaus aufgerichtet. Das Bildfeld mit einer figürlichen Darstellung und die Inschrift sind stark abgetreten, die Inschrift ist aber auch überliefert.